# Villaverde de Montejo
Villaverde de Montejo é um município da Espanha na província de Segóvia, comunidade autónoma de Castela e Leão, de área 24,93 km² com população de 58 habitantes (2004) e densidade populacional de 2,33 hab/km².

## Demografia
| Variação demográfica do município entre 1991 e 2004 | Variação demográfica do município entre 1991 e 2004 | Variação demográfica do município entre 1991 e 2004 | Variação demográfica do município entre 1991 e 2004 |
| --------------------------------------------------- | --------------------------------------------------- | --------------------------------------------------- | --------------------------------------------------- |
| 1991                                                | 1996                                                | 2001                                                | 2004                                                |
| 93                                                  | 83                                                  | 56                                                  | 58                                                  |